# Río Zbruch
El río Zbruch (en ucraniano: Збруч) es un río afluente del Dniéster en el oeste de Ucrania. Su longitud es de 247 km, y su cuenca hidrográfica abarca unos 3330 km². Una parte de su curso marca el límite entre las provincias de Ternópil y Jmelnitski.
Entre 1772 y 1918, el Zbruch marcó la frontera entre la Rusia Imperial y el Imperio austrohúngaro. Entre 1920 y 1939 pasó a convertirse en la línea fronteriza entre la Unión de Repúblicas Socialistas Soviéticas y Polonia.